# Pyramidulina
Pyramidulina es un género de foraminífero bentónico de la subfamilia Nodosariinae, de la familia Nodosariidae, de la Ssuperfamilia Nodosarioidea, del suborden Lagenina y del orden Lagenida. Su especie-tipo es Pyramidulina eptagona. Su rango cronoestratigráfico abarca desde el Cretácico hasta la Actualidad.

## Clasificación
Pyramidulina incluye a las siguientes especies:
- Pyramidulina acuminata
- Pyramidulina aequalis
- Pyramidulina callosa
- Pyramidulina candei
- Pyramidulina catesbyi
- Pyramidulina comata
- Pyramidulina comatula
- Pyramidulina eptagona
- Pyramidulina gallowayi
- Pyramidulina glanduliniformis
- Pyramidulina hochstetteri
- Pyramidulina japonica
- Pyramidulina jugosa
- Pyramidulina luzonensis
- Pyramidulina obliquatus
- Pyramidulina pauciloculata, también aceptado como Nodosaria pauciloculata
- Pyramidulina prava
- Pyramidulina raphanistriformis
- Pyramidulina raphanistrum
- Pyramidulina raphanus
- Pyramidulina substrigata
- Pyramidulina undulata